# Giải của Hội phê bình phim online cho nữ diễn viên chính xuất sắc nhất
Giải của Hội phê bình phim online cho nữ diễn viên chính xuất sắc nhất là một trong các giải của Hội phê bình phim online dành cho một nữ diễn viên đóng vai chính trong một phim, được bầu chọn là xuất sắc nhất.
Dưới đây là danh sách những người đoạt giải:

### Thập niên 1990
| Năm  | Người đoạt giải   | Phim       | Vai diễn          |
| ---- | ----------------- | ---------- | ----------------- |
| 1997 | Judi Dench        | Mrs. Brown | Queen Victoria    |
| 1998 | Cate Blanchett    | Elizabeth  | Queen Elizabeth I |
| 1999 | Reese Witherspoon | Election   | Tracy Flick       |

### Thập niên 2000
| Năm  | Người đoạt giải   | Phim                                  | Vai diễn                |
| ---- | ----------------- | ------------------------------------- | ----------------------- |
| 2000 | Ellen Burstyn     | Requiem for a Dream                   | Sara Goldfarb           |
| 2001 | Naomi Watts       | Mulholland Drive                      | Betty Elms/Diane Selwyn |
| 2002 | Julianne Moore    | Far from Heaven                       | Cathy Whitaker          |
| 2003 | Naomi Watts       | 21 Grams                              | Cristina Peck           |
| 2004 | Kate Winslet      | Eternal Sunshine of the Spotless Mind | Clementine Kruczynski   |
| 2005 | Reese Witherspoon | Walk the Line                         | June Carter-Cash        |
| 2006 | Helen Mirren      | The Queen                             | Queen Elizabeth II      |
| 2007 | Julie Christie    | Away from Her                         | Fiona Anderson          |
| 2008 | Michelle Williams | Wendy and Lucy                        | Wendy Carroll           |

Bản mẫu:Online Film Critics Society Awards